# نظام الكبد

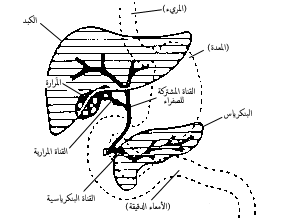
مخطط النظام الهضمي يظهر القناة الصفراوية المشتركة

نظام الكبد (بالإنجليزية: Hepatobiliary system)‏ويقصد به نظام القنوات الصفراوية الموجودة في الكبد والمرارة وكيفية عملها مع القنوات الصفراوية المشتركة. يتكون الصفراء من الماء، والشوارد، والأحماض الصفراوية والكوليسترول والدهون الفوسفاتية والبيليروبين المرافق. ومن بعض مكونات يتم تخليق خلايا الكبد، ويتم استخراج ما تبقى من الدم عن طريق الكبد.

## الهيكل
يتم فرز العصارة الصفراوية من الكبد إلى القنوات الصغيرة التي تنضم لتشكيل القناة الكبدية المشتركة. وبعدها يتم تخزين الصفراء التي تفرز في المرارة، حيث 80٪ يمكن استيعابها -90٪ من الماء والشوارد، وترك الأحماض الصفراوية والكوليسترول. خلال الالوجبات، والعضلات الملساء في جدار عقد المرارة، مما يشكل الصفراوية التي تفرز في الاثنى عشر.

## القناة الصفراوية
القناة الصفراوية المشتركة (ductus choledochus) هي جزء تشريحي سبيه بالأنبوب في الجهاز الهضمي البشري. تتشكل من اتحاد من القناة الكبدية المشتركة وقناة المرارة. تجتمع بعد ذلك مع قناة المعثكلة لتشكيل أمبولة فاتر. هناك تحيط القناتين عاصرة عضلية اسمها عاصرة أودي.

## الأهمية السريرية
ا-لضغط داخل في الشجرة الصفراوية يمكن أن يؤدي إلى تشكل حصى في المرارة ويؤدي إلى تليف الكبد .
-يمكن أن يسبب الانسداد إلى اليرقان.
-تعد للالقنوات الصفراوية أيضا بمثابة خزان للالتهابات المسالك المعوية. ، و المغص الصفراوي بسبب عدوى والتهاب القنوات الصفراوية ليس الألم الجسدي. بدلا من ذلك، قد يكون سبب الألم عن طريق انتفاخ اللمعية، والذي يسبب تمتد من الجدار. هذا هو نفس الآلية التي تسبب ألم في الأمعاء عوائق. انسداد المسالك أو القنوات الصفراوية يمكن أن يؤدي إلى اليرقان، اصفرار الجلد وبياض العينين.